# Paope
Paope este o arie protejată (arie specială de conservare — SAC, sit de importanță comunitară — SCI) din Estonia întinsă pe o suprafață de 2.243,2 ha, integral pe uscat.

## Localizare
Centrul sitului Paope este situat la coordonatele 58°58′26″N 22°26′01″E / 58.9739°N 22.4336°E.

## Înființare
Situl Paope a fost declarat sit de importanță comunitară în aprilie 2004 pentru a proteja un număr necunoscut de specii din flora spontană și fauna sălbatică aflate în arealul zonei. Situl a fost protejat și ca arie specială de conservare în octombrie 2006.

## Biodiversitate
Situată în ecoregiunile boreală și marină baltică, aria protejată conține 14 habitate naturale: Terase mlăștinoase și terase nisipoase neacoperite de apă la reflux, Lagune de coastă, Golfuri mici largi și golfuri puțin adânci, Insulițe și insule mici din Baltica boreală, Pășuni de coastă din Baltica boreală, Cursuri de apă de la nivel de câmpie la nivel montan, cu vegetație Ranunculion fluitantis și Callitricho-Batrachion, Formațiuni de Juniperus communis pe lande sau pajiști calcaroase, Pajiști uscate seminaturale și facies de acoperire cu tufișuri pe substraturi calcaroase (Festuco-Brometalia) (* situri importante pentru orhidee), Alvar nordic și șisturi calcaroase precambriene, Liziere de ierburi înalte hidrofile de câmpie și de nivel montan până la alpin, Fânețe de joasă altitudine (Alopecurus pratensis, Sanguisorba officinalis), Izvoare petrifiante cu formare de travertin (Cratoneurion), Mlaștini alcaline, Taiga vestică.
La baza desemnării sitului se află un număr nedeclarat de specii protejate.
Pe lângă speciile protejate, pe teritoriul sitului au mai fost identificate 9 specii de plante, 8 specii de păsări.